# Fabrikantenvilla Bornemann

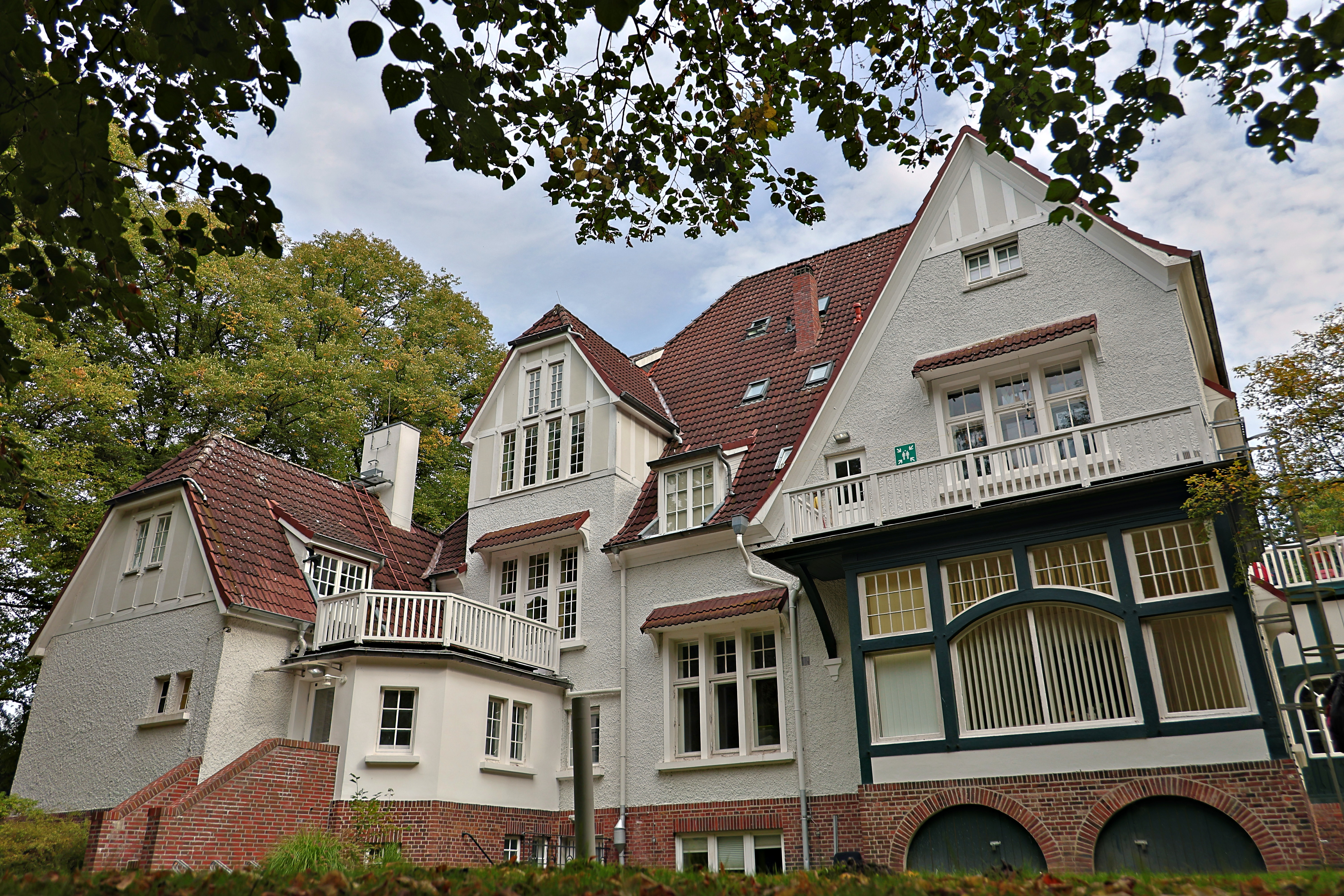
Villa Marienhude

Die Fabrikantenvilla Bornemann, auch Villa Marienhude genannt, in Hude, Lerchenstraße 1a, wurde im 20. Jahrhundert gebaut.
Das Haus wird heute als Tagespflegeheim und Wohnhaus genutzt.
Das Gebäude steht unter Denkmalschutz (siehe auch Liste der Baudenkmale in Hude (Oldenburg)).

## Geschichte
Das ein- bis zweigeschossige verputzte Gebäude mit 600 m² Nutzfläche, verklinkertem Sockel, Walmdach mit Schlepp- und Giebelgauben und zwei dreieckigen Zwerchgiebeln, wurde 1907 im Landhausstil bzw. Jugendstil nach Plänen des Bremer Architekten Henrich Deetjen für den Huder Benzinfabrikanten Georg Bornemann gebaut. Gartenseitig steht eingeschossig ein polygonaler Standerker mit Balkon, davor eine Freitreppe. Nordwestlich befindet sich der Haupteingang mit hölzernem Windfang, davor der Wintergarten. Auf der zweigeschossigen südwestlichen Gartenseite ist ein eingeschossiger polygonaler Standerker, davor die Freitreppe. Das zweigeschossige Dachhaus mit Krüppelwalmdach, kleine Pultdächer auf Konsolen, die verschiedenen Balkone, weitere Nebeneingänge, Gliederung durch weiß abgesetzte Kehlungen sowie Fachwerkelemente bestimmen die sehr differenzierte Gestaltung des weißen Hauses. Einige Fenster sind mit farbigen Bildern wie Löwen und einer Pferdekutsche verziert.
Die Direktorenvilla des Hudolin-Werks beherbergte nach dem Zweiten Weltkrieg Flüchtlinge und Verwandte. 1964 wurde sie nach dem Tod der Witwe (1958) an die Diakonischen Werke der evangelischen Kirche (Oldenburgischer Landesverein für Innere Mission) verkauft und als eine Bildungsstätte für Zivildienstleistende eingerichtet. Ab 2013 wollte die Gemeinde die Villa verkaufen, was 2017 gelang. Ab 2018 sanierte ein Unternehmer das Haus, nunmehr mit einem Tagespflegeheim (EG) und Wohnungen ausgestattet.
Zur Villa gehört am Rand des Grundstücks auch ein eingeschossiges verklinkertes denkmalgeschütztes Kutscherhaus (Remise) von 1907 mit Satteldach, mittiger korbbogiger Einfahrt, kleinem Dachhaus – ehemals mit Ladeluke – und offenem hölzernen Vorbau mit Schleppdach. Auf dem Grundstück entstanden ab 2020 zudem 33 neue Wohnungen.
Das Niedersächsische Landesamt für Denkmalpflege befand: „Die Villa Bornemann … hat eine geschichtliche Bedeutung … als beispielhafte  Fabrikantenvilla …“
Bornemann († 1928) besaß von 1886 bis 1893 in Nordenham eine Benzinfabrik in der 200.000 Barrel jährlich umgeschlagen wurden. Mit zunehmender Versandung des Weserhafens wurde der Handel unrentabel. 1890 gründete er die Bremer Chemischen Fabriken AG (Hohe Straße bis Gartenstraße, Breslauer Straße bis Lerchenstraße) mit dem lagegünstigen Stammwerk in Hude. Bornemanns Frau hieß Marie und das Haus wurde deshalb Villa Marienhude genannt.